# Machozetus
Machozetus es un  género de coleópteros adéfagos de la familia Carabidae.

## Especies
Comprende las siguientes especies:
- Machozetus concinnus C.A. Daohrn, 1885
- Machozetus lehmanni Menetries, 1848